# Persone di nome Tobias
| Questa pagina contiene informazioni ricavate automaticamente dalle voci biografiche con l'ausilio del template Bio e di un bot. L'aggiornamento è periodico e automatico e ricostruisce completamente la pagina. Se manca una persona in questa lista, sei pregato di non aggiungerla, ma accertati piuttosto che la sua voce biografica contenga il template Bio e che i dati anagrafici siano correttamente compilati. Se il template Bio manca, inseriscilo tu stesso o, in alternativa, metti l'avviso {{tmp\|Bio}} che ne segnala la mancanza. Se i dati riportati sono sbagliati, correggi direttamente la voce biografica; le modifiche saranno visibili in questa lista entro pochi giorni. Per chiarimenti vedi il progetto antroponimi. La lista contiene solo le 137 persone che sono citate nell'enciclopedia e per le quali è stato implementato correttamente il template Bio. Pagina aggiornata al 6 ago 2025. |

Questa è una lista di persone presenti nell'enciclopedia che hanno il nome Tobias, suddivise per attività principale.

## Allenatori di calcio(3)
- Tobias Linderoth, allenatore di calcio e ex calciatore svedese (Marsiglia, n. 1979)
- Tobias Strobl, allenatore di calcio e ex calciatore tedesco (Monaco di Baviera, n. 1990)
- Tobias Weis, allenatore di calcio e ex calciatore tedesco (Schwäbisch Hall, n. 1985)

## Altisti(1)
- Tobias Potye, altista tedesco (Monaco di Baviera, n. 1995)

## Arbitri di calcio(2)
- Tobias Stieler, arbitro di calcio tedesco (Obertshausen, n. 1981)
- Tobias Welz, arbitro di calcio tedesco (n. 1977)

## Archeologi(1)
- Tobias Dohrn, archeologo e etruscologo tedesco (Berlino, n. 1910 - Colonia, † 1990)

## Astisti(1)
- Tobias Scherbarth, astista tedesco (Lipsia, n. 1985)

## Astronomi(1)
- Tobias Mayer, astronomo, cartografo e matematico tedesco (Marbach am Neckar, n. 1723 - Gottinga, † 1762)

## Attori(7)
- Tobias Hoesl, attore e ex ballerino tedesco (Monaco di Baviera, n. 1961)
- Toby Huss, attore statunitense (Marshalltown, n. 1966)
- Tobias Kluckert, attore, doppiatore e conduttore radiofonico tedesco (Berlino Est, n. 1972)
- Tobey Maguire, attore e produttore cinematografico statunitense (Santa Monica, n. 1975)
- Tobias Moretti, attore e regista teatrale austriaco (Gries am Brenner, n. 1959)
- Tobias Santelmann, attore norvegese (Friburgo in Brisgovia, n. 1980)
- Tobias Schenke, attore tedesco (Rüdersdorf bei Berlin, n. 1981)

## Biatleti(2)
- Tobias Arwidson, biatleta svedese (Mora, n. 1988)
- Tobias Eberhard, ex biatleta e fondista austriaco (Saalfelden am Steinernen Meer, n. 1985)

## Bobbisti(1)
- Tobias Schneider, bobbista tedesco (n. 1992)

## Calciatori(47)
- Toby Alderweireld, ex calciatore belga (Anversa, n. 1989)
- Tobias Anselm, calciatore austriaco (n. 2000)
- Tobias Arndal, calciatore danese (Odense, n. 1997)
- Tobias Bach, calciatore danese (Bendstrup, n. 2003)
- Tobias Badila, ex calciatore francese (Digione, n. 1993)
- Tobias Bech, calciatore danese (n. 2002)
- Tobias Berger, calciatore austriaco (Schwarzach im Pongau, n. 2001)
- Tobias Børkeeiet, calciatore norvegese (Bærum, n. 1999)
- Tobias Carlsson, ex calciatore svedese (Kalmar, n. 1975)
- Tobias Carlsson, calciatore svedese (n. 1995)
- Tobias Christensen, calciatore norvegese (Kristiansand, n. 2000)
- Toby Collyer, calciatore inglese (Worthing, n. 2004)
- Tobias Damsgaard, ex calciatore danese (Aarhus, n. 1998)
- Tobias Englund, calciatore svedese (n. 1989)
- Tobias Figueiredo, calciatore portoghese (Sátão, n. 1994)
- Tobias Figueroa, calciatore argentino (La Granja, n. 1992)
- Tobias Grahn, ex calciatore svedese (Karlskrona, n. 1980)
- Tobias Gulliksen, calciatore norvegese (Drammen, n. 2003)
- Tobias Haitz, ex calciatore tedesco (Aquisgrana, n. 1992)
- Tobias Heintz, calciatore norvegese (Moss, n. 1998)
- Tobias Holmen Johansen, ex calciatore norvegese (Vestskogen, n. 1990)
- Tobias Kainz, calciatore austriaco (Feldbach, n. 1992)
- Tobias Kempe, calciatore tedesco (Wesel, n. 1989)
- Tobias Klysner, calciatore danese (Randers, n. 2001)
- Tobias Knoflach, calciatore austriaco (Vienna, n. 1993)
- Tobias Koch, calciatore austriaco (Eisenstadt, n. 2001)
- Tobias Lauritsen, calciatore norvegese (Skien, n. 1997)
- Tobias Lauritsen, calciatore danese (n. 2004)
- Tobias Levels, ex calciatore tedesco (Tönisvorst, n. 1986)
- Tobias Mikkelsen, ex calciatore danese (Helsingør, n. 1986)
- Tobias Mohr, calciatore tedesco (Aquisgrana, n. 1995)
- Tobias Mølgaard, calciatore danese (n. 1996)
- Tobias Lawal, calciatore austriaco (Linz, n. 2000)
- Tobias Pachonik, calciatore tedesco (Marktoberdorf, n. 1995)
- Tobias Raschl, calciatore tedesco (Düsseldorf, n. 2000)
- Tobias Rau, ex calciatore tedesco (Braunschweig, n. 1981)
- Tobias Salquist, calciatore danese (Ikast, n. 1995)
- Tobias Sana, calciatore svedese (Göteborg, n. 1989)
- Tobias Schröck, calciatore tedesco (Mühldorf am Inn, n. 1996)
- Tobias Schwede, calciatore tedesco (Brema, n. 1994)
- Tobias Schättin, calciatore svizzero (Zurigo, n. 1997)
- Tobias Sippel, calciatore tedesco (Bad Dürkheim, n. 1988)
- Tobias Slotsager, calciatore danese (Morud, n. 2006)
- Tobias Storm, calciatore danese (Hørsholm, n. 2004)
- Tobias Svendsen, calciatore norvegese (Molde, n. 1999)
- Tobias Thomsen, calciatore danese (n. 1992)
- Tobias Werner, ex calciatore tedesco (Gera, n. 1985)

## Cantanti(3)
- Tobias Forge, cantante, musicista e paroliere svedese (Linköping, n. 1981)
- Tobias Sammet, cantante tedesco (Fulda, n. 1977)
- Rocko Schamoni, cantante, attore e scrittore tedesco (Lütjenburg, n. 1966)

## Cestisti(1)
- Tobias Borg, cestista svedese (Södertälje, n. 1993)

## Ciclisti su strada(6)
- Tobias Lund Andresen, ciclista su strada e pistard danese (Taastrup, n. 2002)
- Tobias Bayer, ciclista su strada austriaco (Ried im Innkreis, n. 1999)
- Tobias Foss, ciclista su strada norvegese (Lillehammer, n. 1997)
- Tobias Halland Johannessen, ciclista su strada, ciclocrossista e mountain biker norvegese (Drøbak, n. 1999)
- Tobias Ludvigsson, ex ciclista su strada e ex mountain biker svedese (Stoccolma, n. 1991)
- Tobias Steinhauser, ex ciclista su strada e dirigente sportivo tedesco (Lindenberg im Allgäu, n. 1972)

## Combinatisti nordici(2)
- Tobias Haug, ex combinatista nordico tedesco (n. 1993)
- Tobias Kammerlander, ex combinatista nordico austriaco (Salisburgo, n. 1986)

## Compositori(2)
- Tobias Augustus Matthay, compositore, musicista e insegnante inglese (Londra, n. 1858 - Haslemere, † 1945)
- Tobias Michael, compositore tedesco (Dresda, n. 1592 - Lipsia, † 1657)

## Direttori della fotografia(1)
- Tobias Schliessler, direttore della fotografia tedesco (Baden-Baden, n. 1958)

## Disc jockey(1)
- Topic, disc jockey, musicista e produttore discografico tedesco (Solingen, n. 1992)

## Doppiatori(1)
- Tobias Müller, doppiatore tedesco (Berlino, n. 1979)

## Drammaturghi(1)
- Tobias Philipp Gebler, drammaturgo tedesco (Greiz - Vienna, † 1786)

## Filosofi(1)
- Tobias Adami, filosofo tedesco (Werda, n. 1581 - Weimar, † 1643)

## Fondisti(1)
- Tobias Angerer, ex fondista tedesco (Traunstein, n. 1977)

## Gambisti(1)
- Tobias Hume, gambista e compositore inglese († 1645)

## Giocatori di calcio a 5(2)
- Tobias Schjetne, giocatore di calcio a 5 e calciatore norvegese (n. 1991)
- Tobias Vibe, giocatore di calcio a 5 e calciatore norvegese (Lødingen, n. 1990)

## Giocatori di football americano(1)
- Tobias Bonatti, giocatore di football americano austriaco (Innsbruck, n. 1998)

## Giornalisti(1)
- Tobias Jones, giornalista e scrittore britannico (Somerset, n. 1972)

## Giuristi(1)
- Tobias Michael Carel Asser, giurista olandese (Amsterdam, n. 1838 - L'Aia, † 1913)

## Hockeisti su ghiaccio(4)
- Tobias Ebner, ex hockeista su ghiaccio italiano (Bolzano, n. 1989)
- Tobias Fohrler, hockeista su ghiaccio tedesco (Troisdorf, n. 1997)
- Tobias Kaufmann, hockeista su ghiaccio, hockeista in-line e dirigente sportivo italiano (Milano, n. 1970 - Torino, † 2013)
- Tobias Rieder, hockeista su ghiaccio tedesco (Landshut, n. 1993)

## Hockeisti su prato(1)
- Tobias Hauke, hockeista su prato tedesco (Amburgo, n. 1987)

## Matematici(1)
- Tobias Dantzig, matematico lettone (Šiauliai, n. 1884 - Los Angeles, † 1956)

## Militari(1)
- Tobias Furneaux, militare, navigatore e esploratore britannico (Plymouth, n. 1735 - Plymouth, † 1781)

## Orologiai(1)
- Tobias Volckmer, orologiaio tedesco (Braunschweig, n. 1560 - † 1629)

## Pallamanisti(2)
- Tobias Karlsson, ex pallamanista svedese (Karlskrona, n. 1981)
- Tobias Reichmann, pallamanista tedesco (Berlino Est, n. 1988)

## Pallavolisti(1)
- Tobias Krick, pallavolista tedesco (Bingen am Rhein, n. 1998)

## Parolieri(1)
- Tobias Jesso Jr., paroliere, produttore discografico e cantautore canadese (North Vancouver, n. 1985)

## Pesisti(1)
- Tobias Dahm, pesista tedesco (n. 1987)

## Piloti motociclistici(1)
- Tobias Siegert, pilota motociclistico tedesco (Norimberga, n. 1991)

## Pistard(2)
- Tobias Buck-Gramcko, pistard e ciclista su strada tedesco (Gottinga, n. 2001)
- Tobias Hansen, pistard e ciclista su strada danese (Odense, n. 2002)

## Pittori(2)
- Tobias Pock, pittore tedesco (Costanza, n. 1609 - Vienna, † 1683)
- Tobias Verhaecht, pittore e disegnatore fiammingo (Anversa, n. 1561 - Anversa, † 1631)

## Politici(1)
- Tobias Billström, politico svedese (Malmö, n. 1973)

## Produttori discografici(1)
- Toby Gad, produttore discografico e cantautore tedesco (Monaco di Baviera, n. 1968)

## Registi(1)
- Tobias Lindholm, regista e sceneggiatore danese (Næstved, n. 1977)

## Rivoluzionari(1)
- Tobias Hainyeko, rivoluzionario namibiano (Namibia, n. 1932 - Dito di Caprivi, † 1967)

## Rugbisti a 15(1)
- Toby Flood, rugbista a 15 e allenatore di rugby a 15 inglese (Frimley, n. 1985)

## Saltatori con gli sci(1)
- Tobias Bogner, ex saltatore con gli sci tedesco (Sonthofen, n. 1990)

## Sceneggiatori(1)
- Tobias Iaconis, sceneggiatore statunitense (Landstuhl, n. 1971)

## Sciatori alpini(7)
- Tobias Barnerssoi, ex sciatore alpino tedesco (Eichstätt, n. 1969)
- Tobias Grünenfelder, ex sciatore alpino svizzero (Elm, n. 1977)
- Tobias Hedström, ex sciatore alpino svedese (n. 1998)
- Tobias Kastlunger, sciatore alpino italiano (n. 1999)
- Tobias Kogler, ex sciatore alpino austriaco (n. 1996)
- Tobias Stechert, ex sciatore alpino tedesco (n. 1985)
- Tobias Windingstad, ex sciatore alpino norvegese (n. 1995)

## Sciatori freestyle(2)
- Tobias Baur, sciatore freestyle svizzero (n. 1995)
- Tobias Müller, sciatore freestyle e sciatore alpino tedesco (Oberstdorf, n. 1992)

## Scrittori(3)
- Tobias Hill, scrittore britannico (Londra, n. 1970 - Londra, † 2023)
- Tobias Smollett, scrittore, storico e traduttore scozzese (Cardross, n. 1721 - Livorno, † 1771)
- Tobias Wolff, scrittore statunitense (Birmingham, n. 1945)

## Slittinisti(3)
- Tobias Arlt, slittinista tedesco (Berchtesgaden, n. 1987)
- Tobias Schiegl, ex slittinista austriaco (Kufstein, n. 1973)
- Tobias Wendl, slittinista tedesco (Aquisgrana, n. 1987)

## Speedcuber(1)
- Toby Mao, speedcuber statunitense (Washington, n. 1988)

## Tennisti(2)
- Tobias Kamke, ex tennista tedesco (Lubecca, n. 1986)
- Tobias Svantesson, ex tennista svedese (Malmö, n. 1963)

## Tuffatori(1)
- Tobias Schellenberg, tuffatore tedesco (Lipsia, n. 1978)

## Velocisti(1)
- Tobias Unger, velocista tedesco (Monaco di Baviera, n. 1979)